# Cilebut Timur
Cilebut Timur is een bestuurslaag in het regentschap Bogor van de provincie West-Java, Indonesië. Cilebut Timur telt 18.918 inwoners (volkstelling 2010).